# OLDstars
OLDstars, z. s. je česká nezávislá umělecká skupina se sídlem v Praze. Sdružuje studenty a absolventy různých uměleckých škol. Ve svých klubových sklepních prostorech HarOLD a v bytovém divadle H2O v Košické ulici ve Vršovicích. Od července 2023 využívá skupina staro-nové půdní prostory Solné věže, v centru Prahy. Inscenuje nejrůznější texty české i světové dramatiky, pořádá scénická čtení, divadelní happeningy a koncerty, organizuje benefiční divadelní festival v Kutné Hoře a na hradě Točník. Dříve skupina vystupovala také v klášteře v Roudnici nad Labem nebo na hradě Helfenburk u Bavorova a organizovala festival studentského divadla v Divadle v Celetné. Pořádala festival studentských kapel Ve3fest a na Vltavě od června 2014 provozovala kulturní plavidlo BarOnLoď.
Většina členů umělecké skupiny OLDstars sestává z absolventů Dismanova rozhlasového dětského souboru. OLDstars má také své vlastní dětské herecké studio, kde si budoucí herce a herečky vychovává. Každoročně organizuje úspěšné přípravné kurzy na přijímací zkoušky na DAMU, JAMU a jiné umělecké školy. OLDstars dnes funguje jako korporace desítky samostatných generačních souborů, s týmem lektorů a párem vlastních divadelních prostorů. V sezóně 2017/2018 slavila 15 let samostatné existence na pražské kulturní mapě. OLDstars je členskou organizací Asociace nezávislých divadel ČR.

## Festival studentských divadel v Celetné
Od roku 2010 OLDstars pořádá každoroční říjnový divadelní festival v Divadle v Celetné. Jádro programu bývá tvořeno aktuálními repertoárovými kusy souboru, které jsou doplněny dalšími studentskými soubory z celé republiky. V roce 2015 festival proběhl pod záštitou ministra kultury Daniela Hermana a starostky Prahy 3 Vladislavy Hujové. V roce 2016 celkem na festivalu odehrálo 7 souborů na 24 inscenací. Záštitu projektu udělila primátorka hlavního města Prahy Adriana Krnáčová, starostka Prahy 3 Vladislava Hujová a starosta Prahy 1 Oldřich Lomecký. Od 27. do 29. října 2017 proběhl v pořadí již sedmý ročník Festivalu studentských divadel v Celetné, kde se představila nejen část stávajícího repertoáru OLDstars, ale také absolventi OLDstars – studenti katedry činoherního herectví pražské DAMU, nebo děti z Dismanova rozhlasového dětského souboru, ze kterého před patnácti lety vznikli i samotní OLDstars. Záštitu nad 7. ročníkem festivalu opět převzali starosta Prahy 1 Oldřich Lomecký a starostka Prahy 3 Vladislava Hujová. Několikaleté občasné hostování na scéně divadla také vyústilo v uvedení textu inscenovaného přímo pro prostory Divadla v Celetné – v srpnu 2013 byla uvedena Tvář v ohni Mariuse von Mayenburga.

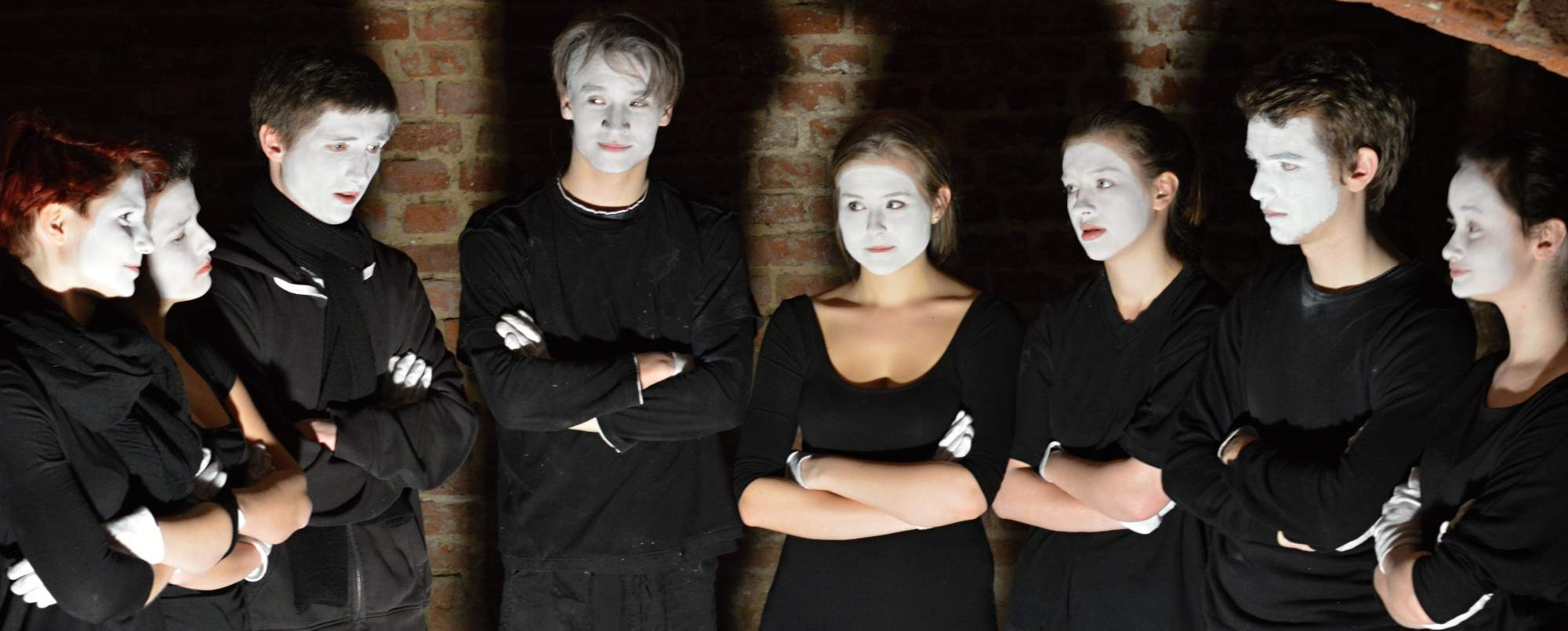
Poslední oheň

## OLDstars on the ROAD
V bývalém augustiniánském klášteře města Roudnice nad Labem probíhá od roku 2014 každé léto studentský benefiční divadelní festival s názvem „OLDstars on the ROUD“. I v tomto případě je výtěžek ze vstupného věnován na opravu kulturní památky, v jejíchž prostorách se festival odehrává. Festival v roce 2015 proběhl pod záštitou děkanky DAMU Doubravky Svobodové a – stejně jako v roce 2016 – radní Ústeckého kraje Jitky Sachetové a Rady města Roudnice nad Labem. Podpořen byl grantem města Roudnice nad Labem. Specialitou bylo hostování jiného pražského studentského souboru Spektákl s inscenací Fraška o Dušanově duši. Festival za dobu své existence přinesl klášteru výtěžek ze vstupného více než 160 000 Kč. 
Od vzniku festivalu se v klášteře podařilo podpořit vznik Klášterního klubu nebo Ekocentra Zvonice. Letošní ročník, který se odehrál od 13. do 15. července 2018, byl taktéž podpořen grantem města Roudnice nad Labem. Osobní záštitu nad festivalem převzal a festival osobně zahájil starosta města Vladimír Urban. Autorská inscenace Kateřiny Humhalové ZPOVĚĎ byla podpořena grantem Nadace Život umělce.
V létě 2022 se již tradiční festival rozdělil na několik pilířů. Třídenní divadelní maraton se odehrál v prostorách pivovaru Sedlec v Kutné Hoře. Druhým pilířem byla inscenace Macbeth v cestovním podání, kdy se studenti vypravili na turné po hradech, zámcích a městech nejen středočeského kraje. Na jeden víkend se pak OLDstars vrátili do kláštera v Roudnici nad Labem, kde se v konceptu divadelní procházky odehrála původní inscenace Roberto Zucco. Festival byl podpořen grantem Státního fondu kultury, grantem Středočeského kraje a grantem měst Kutná Hora a Roudnice nad Labem. 

## Repertoár
Dramaturgie OLDstars vychází ze specifik studentského – tedy generačního – divadla s přihlédnutím k hereckým příležitostem jednotlivých členů souboru ve smyslu edukativním. Repertoár je široce dramaturgicky rozkročený – kromě klasických titulů a původních dramatizací jsme si vyzkoušeli i autorskou tvorbu. V posledních sezonách se často potkávají s moderní dramatikou. Současné hry nabízejí potenciál experimentu s formou a silně rezonují s tématy generace tvůrců i jejich publika. Nezávislé studentské divadlo má právo na názor, pokus i omyl. Soubor se snaží být otevřenou platformou studentského kulturního života nejen v Praze.
Inspirativní jsou divadelní potkávání studentů s profesionály – v inscenacích OLDstars ve sklepním H2O v posledním roce po boku studentů pohostinsky vystoupili: Ljuba Krbová, Alexander Minajev, Kateřina Březinová nebo Miroslav Hanuš. Kmenovými režiséry souboru jsou Tomáš Staněk, Daniela von Vorst, Zuzana a Jan Horákovi, Martin Satoranský, Petr Smyczek a nově také Ondřej Kulhavý. Autorské texty režíruje Oskar Bábek a Václav Valtr. 
Ljuba Krbová se od ledna 2015 objevovala v roli matky ve hře To všechno ona, kde jí jako její syn výborně sekundoval Jan Battěk. Počátkem března 2016 pak měla premiéru inscenace Natašin sen, v níž excelovala Elizaveta Maximová. Obě hry pro OLDstars přeložila Marcela Magdová a zrežíroval Tomáš Staněk. Autor Andrej Ivanov, který se zúčastnil pražské premiéry, za hru získal dvě prestižní ocenění v rámci mezinárodních dramatických soutěží, nicméně teprve českou premiérou se dočkala zinscenování v jiném než v ruském jazyce. Zpracování OLDstars se objevilo v kategorii inscenace roku mezi navrženými na Ceny divadelní kritiky (dříve Ceny Alfréda Radoka, které se udílejí od roku 1992). Jan Battěk, který zde ztvárnil roli dospívajícího teenagera, byl navíc kritiky v anketě několika hlasy navržen na talent roku 2015.

## Série monodramat a spolupráce s profesionálními herci
Druhou hrou, po které dramaturgyně a překladatelka Marcela Magdová sáhla, bylo zmíněné monodrama Natašin sen Jaroslavy Pulinovič, absolventky Státního divadelního institutu v Jekatěrinburgu. V roli dospívající Nataši, chovankyně dětského domova, vynikala absolventka katedry činoherního divadla DAMU Elizaveta Maximová (známá např. z TV seriálů Spravedlnost, Polda, Trpaslík a dalších.).
V pořadí již patnáctou sezónu divadelní soubor OLDstars zahájil mimořádnou událostí, kterou byla premiéra monodramatu Po Fredrikovi s členem souboru Činohry Národního divadla Matyášem Řezníčkem. Za svůj výkon se Matyáš Řezníček objevil mezi nominovanými ve Velké výroční anketě divadelního portálu I-divadlo.cz v kategorii Nejlepší mužský herecký výkon roku 2017. 
16. března 2018 měla v divadelním prostoru H2O na Žižkově premiéru inscenace Všechny báječné věci, která vychází z překladu Magdalény Zelenkové a jejíž režie se zhostil Tomáš Staněk. V hlavní roli hry, která byla mimo jiné donedávna s velkým úspěchem uváděny na off-Broadwayi a jež vznikla za spolupráce dramatika Duncana Macmillana a komika Jonnyho Donahoea, vyniká talentovaný Daniel Krejčík, který má za 80 minut jeden jediný úkol – přesvědčit nejen svou matku, že na světě existuje milion věcí, kvůli kterým stojí za to žít… Osobní zpověď je umocňována nezbytnou blízkostí diváků, kteří se v komorním sklepním sále stávají aktivním spoluhráčem vyprávěného příběhu. 
10. dubna 2018 pak proběhla ve Werichově vile světová premiéra monodramatu Margaritě…, které se zúčastnil i sám autor, španělský dramatik Carlos Be. V hlavní roli hry o nepřízní osudu, se kterým se lze poprat i s humorem, se představila Ljuba Krbová pod režijním vedením Tomáše Staňka. Werichova vila, spravovaná Nadací Jana a Medy Mládkových, podpořila projekt OLDstars ve prospěch Bellis Young & Cancer Aliance žen s rakovinou prsu poskytnutím podkrovního prostoru k realizaci představení, které je s touto problematikou úzce propojeno.

## Letní divadelní turné s inscenací ROADMEO ANEB MOR NA TY VAŠE RODY
Hlavním hřebem ročníku festivalu OLDstars on the Roud v roce 2017 bylo uvedení hry Romeo a Julie, se kterou se pak na konci července 2017 vydal soubor na letní divadelní turné, jež bylo zahájeno na Lodi Tajemství na řece Vltavě. Od posledního červencového večera do 10. srpna navštívili herci celkem 10 míst, na kterých představili verzi jednoho z nejsilnějších příběhů světových jevišť – příběh Romea a Julie. Představitelé hlavních rolí – Anežka Šťastná a Samuel Toman – mají za sebou úspěšné absolvování prvního ročníku herectví na katedře činoherního herectví DAMU. Své prázdninové turné začal soubor v Praze, dále pokračoval po Středočeském kraji – Kouřimí, Nymburkem a hradem Křivoklát. V pátek 4. 8. navštívili festival Povaleč u Karlových Varů, kde jejich cesta zdaleka nekončila. Romeo a Julie se dále podívali např. na hrady Točník a Radyně, do Bečova nad Teplou, na zámek Manětín nebo do kláštera v Kladrubech u Stříbra. Pro velký úspěch se soubor s inscenací vydal na turné i v roce 2018.

## Hamlet na Helfenburku

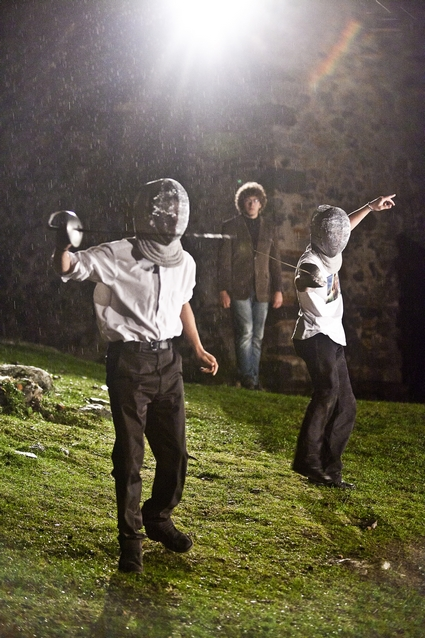
Fotografie z deštivé reprízy Hamleta

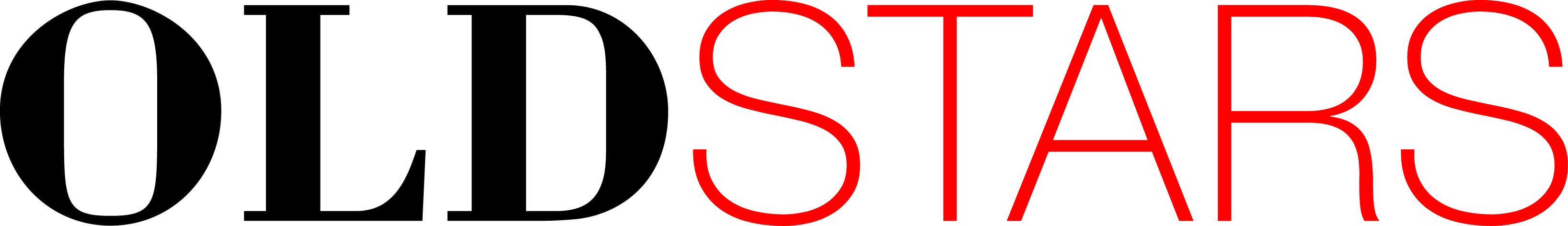
Official logo

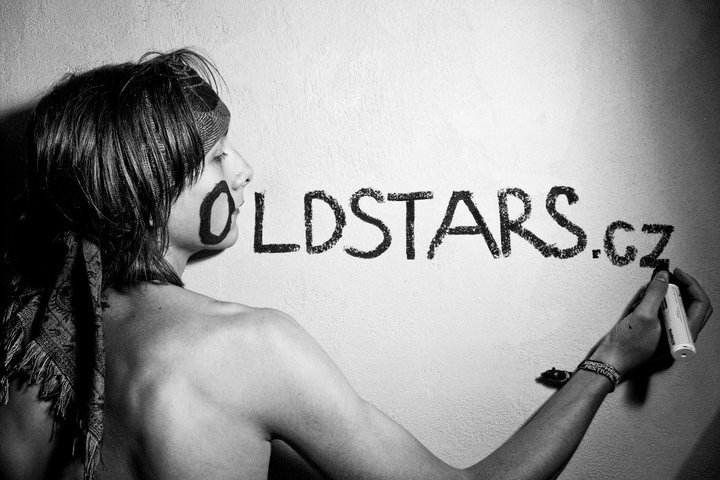

V letech 2012 a 2013 se uskutečnily dva ročníky open-airového divadelního festivalu s názvem Hamlet na Helfenburku. Výtěžek ze vstupného byl věnován na rekonstrukci areálu hradu Helfenburk u Barovova, který se nachází v jižních Čechách a který byl v minulosti domovem Rožmberků, od 20. století však chátrá.
OLDstars zde představili moderní zpracování slavné alžbětinské hry, stejně jako aktuální repertoár hereckého studia i tvorbu spřátelených divadelních souborů nejen z Prahy, ale i z Jihočeského kraje. Hamlet byl nastudován přímo pro prostory hradu. Součástí festivalu byl i doprovodný program pro děti.
V roce 2012 se podařilo vybrat 50 000 Kč, které posloužily k rekonstrukci přístupového schodiště k jedné z hradních věží a k vybudování pódia, které je k dispozici pro kulturní akce po celý rok. Jedním ze dvou představitelů Hamleta byl student DAMU Matyáš Řezníček, který je od roku 2016 členem hereckého souboru Činohry Národního divadla. Tím druhým byl Matěj Vejdělek, současný člen souboru Městského divadla Kladno.

## Financování
OLDstars byli úspěšnými řešiteli evropského grantu Mládež v akci. Jejich projekty jsou podporovány granty Magistrátu hlavního města Prahy, Městské části Praha 1, Nadací život umělce, Státního fondu kultury České republiky, nadací Český hudební fond, městského úřadu Roudnice nad Labem. Podporu čerpali z programu Think big Nadace O2.

## Členové uměleckého souboru
Od vzniku umělecké skupiny v roce 2002 patřili nebo patří mezi členy například: Denisa Barešová, Jan Battěk, Oskar Bábek, Vojtěch Beránek, Daniel Brátka, Nicol Hrabovská, Jana Soukupová, Adam Mensdorff-Pouilly, Vojtěch Bor, Jan Búrik, Markéta Burešová, Berenika Kohoutová, Martin Čarný, Zuzana Černá, Jindřiška Dudziaková, Klára Fittnerová, Lucie Gabrovská, Tereza Gsollhoferová, Martina Haluzová, Barbora Hančilová, Marie Hásková, Tereza Havránková, Marie Helebrantová, Zdeněk Charvát, Martina Jalůvková, Terezie Jelínková, Petr Jeřábek, Veronika Kastlová, Tereza Kaucká, Martina Kavanová, Kristýna Klimešová, Beáta Kaňoková, Tomáš Kotrba, Kateřina Kovaříková, Ondřej Kulhavý, Dominika Lippertová, Martin Luhan, Kryštof Lepšík, Václav Matějovský, Elizaveta Maximová, Matěj Morávek, Anette Nesvadbová, Milan Peroutka, Anna a Rozálie Peřinovy, Radek Pokorný, Adam Rut, Richard Juan Rozkovec, Štěpánka Romová, Josef Roch, Lukáš Ruml, Martin Satoranský, Petr Smyczek, Matyáš Řezníček, Tereza Střihavková, Petr Šedivý, Kanwar Šulc, Jakub Barvínek, Jakub Dušek, Nina Šimůnková, Marie Tučková, Jan Tyl, Tomáš Urbánek, Karolína Vaňková, Matěj Vejdělek, Václav Borůvka Valtr, Stephanie Van Vleet, Klára Vaňkátová, Eliška Vocelová, Jan Vondráček, Kateřina Wienerová, Bára Waschingerová, Tomáš Žatečka, Daniel Krejčík a další.